# モンキーレンチ

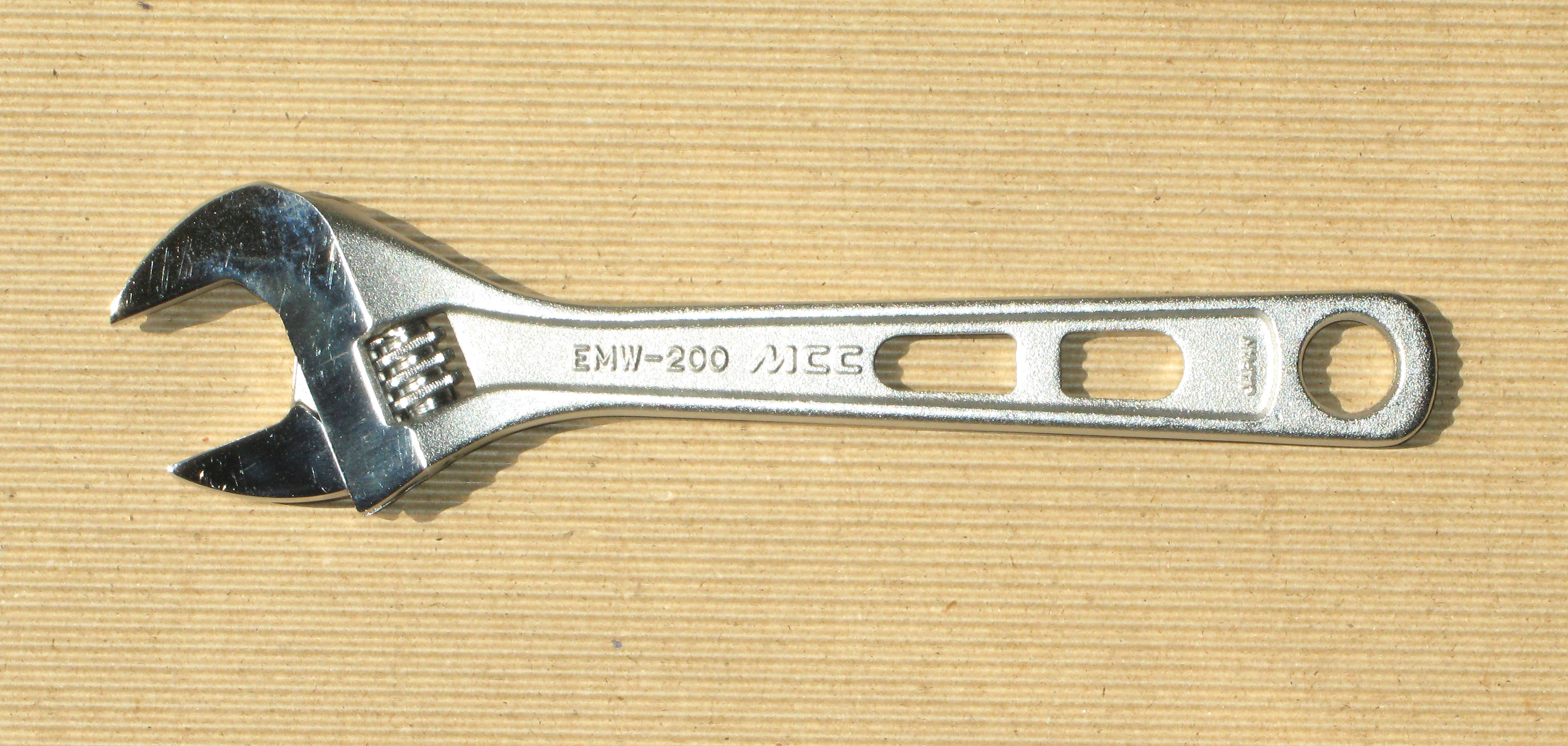
モンキレンチ

モンキーレンチ（monkey wrench）とは、ボルトをつかむ部分（あご）の幅をウォームギヤによって自由に変えられるレンチの一種。英語では調整式レンチの意味でadjustable wrench またはadjustable spannerと呼ばれる。日本では日本工業規格 JIS B4604で、規格名称はモンキレンチ、英文名称をAdjustable angle wrenchesとして規格化されている。しかし、Angleの無いものは、Moter wrenchesという呼称で呼ばれるため、Adjustable wrenchesと呼称するのが一般的である。
モンキーレンチ固有ではなく、一般的に他の機能を兼用する物事は単体の物事に対して不利な点がある。モンキーレンチは一本で複数のサイズのボルトを回せるため便利であるが、ギア機構を利用しているためどうしてもあごが固定されずガタツキが発生し、ボルトを傷めやすいバックラッシュを抑える機構付きのものや、ペンチ状で力を加えることで、ガタつく可動側のジョウ部分を抑え込む物もある。またレンチ頭部が大きいために狭い場所では使いにくい。サイズごとに長さが違うスパナはある程度直感的に締め付けトルク管理が出来るが、モンキーレンチの場合は小さい調整にするほど過大なトルクで締め込んでしまう問題が発生する。

## 名前の由来
モンキーレンチと呼ばれるようになった名前の由来については諸説ある。
エポニム（発案者など誰かの名前を命名）としては、1858年ごろに調節可能なレンチを発明した発明者の名前がCharles Monckyということから、moncky wrenchとなったという説がある。また、「モン・キー」と言う人物により原案が考え出されたからだ、と言う説もあるが、これはアメリカの北カルフォルニア、オーロビルにある工具博物館館長のバッドによれば、あまり信憑性の無いネタ話であるらしい。この物語は、19世紀後半の歴史研究と特許研究によって反証されたが、実在の人物に触発されたようである。チャールズモンク（モンキーではない）は1880年代にブルックリンのウィリアムズバーグセクションに住んでおり、モンキーレンチのようなメカニックのツールではなく、モールダーのツールを作成して販売していた。 彼は「モンキーレンチ」という用語が最初に印刷物に登場した後に生まれたため、「モンキーレンチ」を発明・命名することは不可能である。
また、工具の開口部全体の形が猿の頭部に似ていたとからという説、このレンチが、尾によって持たれている猿のように見えたからだという説がある。
1800年代の工場では蒸気動力を使用しており、その配管が工場の天井近くに張り巡らされていた。この配管ラインのメンテナンスをする若い作業員達は、油まみれになって天井近くをまるで猿（モンキー）のように飛び回りグリスモンキーと呼ばれた。多くの工具を持ち歩くのが不便な彼らが一丁でさまざまなサイズに使用できると愛用したレンチということより、モンキーレンチと呼ばれるようになったという説もある。この説は前述の工具博物館館長・バッド曰く、最も信憑性が高くアメリカでは一般的に語られているとのことである。
アメリカではモンキーレンチの最盛期には多くの会社が製造していたが、クレセント(CRESCENT TOOLS)というブランドが有名になり、今も年配の世代ではこの工具のことをクレセントと呼ぶこともある。
日本の作業現場では、モンキーレンチの呼称から、エテ公と呼称する職人もいる。

## 歴史

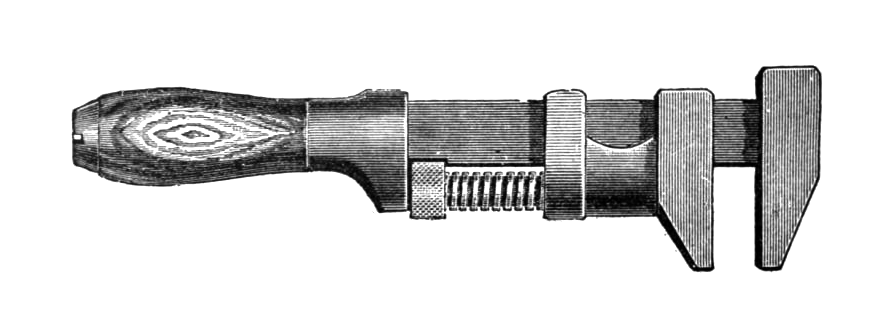
初期のモンキレンチ

調節可能なレンチ(Adjustable wrench)とは、ナットまたはボルトを回すことができるように、調整することができる可動アゴのある種類のレンチのことをいう。このレンチは、あごの平面の間の距離を変えることができるオープンエンドのレンチである。ボルトやナットが手で作られていた時代、各々のナットは同じサイズと表示されたにもかかわらず、同一サイズのレンチがすべてのナットに合うというわけではなく、それらには対辺寸法の違いがあった。したがって、作業者は多数のナット製造元（鍛冶屋）の異なる専用スパナを持ち歩く必要があった。
1790年代以前、鍛冶屋は、ハンドルの端にL字状の固定アゴがあり、くさびできちんとロックされたスライドするアゴが調節可能なレンチを作り始めていた。この頃のレンチに関する大きな問題は、くさびが滑るということであった。アゴはナットに対する保持力を失ってすべり、ナットに損傷を与えたり作業者が拳にけがをした。作業者がこの問題の解決を鍛冶屋に働きかけたので、多くの鍛冶屋によって幾多の改善がなされた。エドウィン(Edwin Beard Budding) (1795-1846) による「調整をするためにネジ機構を使ったレンチ」は最初の大きな改善の1つで特許権を得た。また、エドウィンは最初の芝刈り機の発明者でもある。しかし、アゴがハンドルに直角であったので、レンチは狭い場所で使うのが難しかった。米国企業が生産し始めるまで、多くの初期のレンチは英国で製造・販売された。レンチは、最高で6フィートの長さまでのサイズがあった。この例はコール・キーレンチである。
現在使われているような調節可能なレンチは、スウェーデンでヨハン・ペッター・ヨハンセン(Johan Petter Johansson)によって1891年に最初に発明された（1892年5月特許取得）。彼自身が、多くのスパナを持ち歩き疲れるようになったので、調節可能なレンチを発明した。彼が発明した最初のレンチはパイプレンチに似通っていた。ギザギザのアゴがナットやボルトを破壊したので、ヨハンセンは滑らかなアゴをもつものを開発した。
のちに、ニューヨークのジェームズタウンにあるクレセントツール(Crescent Tool)とホースシューカンパニー(Horseshoe Company)を訪れた客達は、彼らがスウェーデンで見た調節可能なレンチを説明した。このとき、オーナーのカール・ピーターソン(Karl Peterson)は木製のモデルを制作したが、これを金属製にすることは困難であった。しかし、クレセントツールとホースシューカンパニーは1907年に鋼鉄製の調節可能なレンチの製造に成功する。これらのレンチは、すぐに人々がどんな調節可能なレンチでも「クレセント」と呼んで人気商品となった。このレンチの正しい名前は「オープンエンドアジャスタブルレンチ」である。現在クレセントツールはクーパーツールに所属している。
締付け金具（ナットやボルト）が多くの異なるサイズであった時代には、前述のとおりに多くのレンチがあったし、モンキーレンチは需要に応える良い代用工具と言えた。しかし、部品・工具とも仕様が規格化・標準化された現代では、工具セットに規則的な固定サイズのオープンエンドレンチまたはボックスエンドレンチがあるならば、モンキーレンチは使用してはならないし、プロはそのように教育される（とは言え、ボルトとナットの両方を同時に押さえる必要があるなど、なんだかんだで使うこともあるだろうが）。アゴのサイズを開き具合を変えられるがゆえに、知らないうちにアゴが動いてしまう（開いてしまう）可能性があり、それによって固定されたサイズのスパナを使うよりも締付け金具の角部を丸くしてしまう危険がある。もう一つの問題は、アゴの厚みと圧倒的な大きさであり。限られた振り角度で狭い場所で使用するのは難しい。

## 特徴
モンキーレンチの最大の特徴は、ボルトをつかむ部分の開口幅をウォームギヤによって自由に変えることができ、複数サイズのボルトを回せるため利便性が高いことである。
モンキーレンチがボルトやナットのネジ締め工具として開発された当時は、一丁で多くのサイズに対応出来る画期的なレンチであり主要工具のひとつであった。現在の各サイズ毎に対応するソケットレンチやメガネレンチなどが発明されてからも、価格的に色々なサイズをそろえることはプロユーザでない限りなかなかできないことであった。かつて車載工具であった時代もあり(例えばアメリカでは1925年までネジのサイズがバラバラであったため、モンキーレンチの前身であるパイプレンチが採用されていた)、どの家庭にもといって良いぐらいモンキーレンチは所有されている。
H級N級ともに本体及び下アゴは、工具鋼を鍛造加工したのち、熱処理が施されている。
ヘッドのハンドル方向に対する振り角度15度は、レンチを裏返して使うことで六角ナットの一辺の角度である60度の振り幅で使用できる意味があり、とも締めする場合、15度+15度で最小限の振り幅で締められる。

## 操作方法
ネジ形状のウォームギヤを指で回転させると、ラックの付いている下アゴがスライドして開き具合を調節する事ができる。
モンキーレンチは、ボルトやナットをレンチの開口部奥まで入れ、締め付け面にガタのないようにしっかりとウォームを回してセットすることである。このとき、少しでもボルトやナットと締め付け面にガタがあると、力を加えた時に六角角部をレンチがつぶしてしまい滑ってしまうことになる。
最も注意する必要があるのが、ハンドル部に力を加える（ネジを回す）方向である。必ず下アゴ方向に回す。反対に回すと、構造上強度が小さい下アゴに過大な負荷がかかり破損する場合もある。
モンキーレンチは六角形状（四角形状）を2点で保持するのに対し、ソケットレンチやメガネレンチは6点で保持することができる。モンキーレンチの場合は、過大なトルクを加えると2点保持であり、またレンチの二面幅に使用中にウォームが回ってガタが発生する可能性が高いため、悪くすれば六角角部をつぶしてしまい空回りする事になる。これは重大な欠点であり、仮締め用途には許容しうるが、本締め作業や、錆びたネジの緩めに使用するのには、あまり適切でない工具である。
確実な作業のためには、モンキーレンチでなく、六角全部・四角全部を保持するタイプのレンチを使用することが望ましい。ボルト・ナットの規格化や加工精度の向上、ソケットレンチやメガネレンチのセットが普及してきたことにより、工具を使用するプロの作業者の間では、モンキーレンチの使用はできるだけ回避される傾向になっている。また、熟練の作業者はすぐに適正なサイズの工具を判断できるのに対し、初心者はサイズがわからず何にでも合うモンキーレンチを多用することから、「モンキーレンチを使ううちはまだまだ」とも言われる。

### バックラッシュレスウォーム
一般のモンキーレンチはウォームとラック（一般的には下アゴの下部に設けられている）の噛み合わせには、組立が可能なように少量の背隙を設けている。また、この隙間がないとウォームが回転しない。これがガタとなって現れ、レンチでナットを締め、外して次の対辺に取付け締め付ける操作を繰り返しているとラックとウォームが接触と無接触を断続して繰り返すので、下アゴの位置が移動してしまったり（口開き寸法が変わる）、下アゴの自重でラックとウォームの背隙の量だけ下アゴの位置が動いてしまい、そのつどナットなどをくわえてからでないと正しい下アゴの位置をウォームの回転で決めることが難しい、という不具合がモンキーレンチにはある。
この問題を解決する方法として、バックラッシュレスウォーム は、ウォームと押さえウォームとの分割体より構成し、ウォームと押さえウォームとの接合面に両者が一体に回転するための回り止め機構と適度な間隙を設けて、ウォームがラックの平面部と接触すると供に押さえウォームがラックとウォームの背隙の隙間をなくす働きをしてバックラッシュを吸収する構造となっている。このバックラッシュをなくす構造のウォームを実際の商品に取り入れているのは、トップ工業のハイパーレンチ とトラップレンチ である。

## BAHCO社について
スウェーデンのツールメーカー、「BAHCO」（バーコ）は、モンキーレンチの原型考案者であるJ.P.ヨハンソンによって創業された。開口部の目安となるスケールを初めてレンチ本体に付けたのもBAHCOである。（TOP・IREGA社などにも今は付いている。）
BAHCOのモンキーレンチと、世界中の多くの物との最大の相違点は、ウォームの回転方向と下アゴの移動方向が逆となっていることである。
BAHCOのロゴの下に釣り針マークが付いているのは、一時期サンドビック社の傘下にあったときに、BAHCOの一部門で釣り針を作っていたことにちなむ。その後サンドビック社から分離され、現在はアメリカのスナップオングループに属している。
大きなサイズのナットのわりにシール部材により気密性を保つ締め付けトルクの小さい樹脂製部品や機器部品が、最近は多くなってきている。BAHCOもJIS規格に制限されることなくショートタイプで開口部がワイドなモンキを販売している。

## 近年の日本メーカーのモデルの変化について
近年の傾向として、長時間の作業においても疲れないように柄に肉抜きの窓を設けて軽量化したものが多い。また、ボルトをつかむアゴ部分が薄くなった物も登場し、ダブルナットなどの作業もしやすくなっている。
日本のトップメーカーは、LOBTEX社である。長年モンキーレンチのトップメーカとしてJIS規格品を製造販売してきた。1928年に製造を開始し、1932年日本初のオールドロップフォージングによるモンキーレンチ製作に成功。1951年にモンキーレンチでは全国第一号のJIS表示認可を受けている。
しかし、1998年12月に自らJIS規格外モンキーレンチである「ハイブリッドモンキレンチ」（意匠登録第1064439号）を発売した。これは、スウェーデンで発明されてから100年変わることのなかったモンキーレンチを現在のユーザニーズの変化に対応した画期的ヒットモデルとなった。「質量を小さく・軽く・全体の幅を薄く・口幅の開きを従来品よりも大きく」したのである。
「ハイブリッドモンキレンチ」をヒットさせたLOBTEXは、その後「ポケットモンキ」をシリーズ追加している。これは、「ハイブリッド品」の本体長さを短くした商品で狭い所や大きなトルクを必要としない部材での使用を対象としており、これもまたモンキーレンチの革新的モデルとして市場に受け入れられた。
他メーカーとしては、TOP社も2001年1月(意匠登録第 1134130号)「エコワイドモンキレンチ」としてLOBTEX社同等品をそろえ、2007年8月発売のKTC社(意匠登録第 1288723号)「モンキレンチWN」を入れて競合している。
構造は異なるが、モンキーレンチにラチェット機能を持たせた「オートレンチラチェット式」を1982年にAIGO社が商品化している。新潟県作業工具協同組合企画「アルツール」のアルミ合金を主要材料としたモンキーレンチもAIGO社が商品化している。

## 主要メーカー
世界における主要メーカーは、BAHCO社とスペインのIREGA社である。IREGAは1960年の創業以来モンキーレンチの製造・開発一筋に力を注いできた世界で唯一のモンキーレンチ専門メーカーである。